# NGC 1000
NGC 1000 is een compact sterrenstelsel in het sterrenbeeld Andromeda. Het hemelobject werd op 9 december 1871 ontdekt door de Franse astronoom Édouard Jean-Marie Stephan.

## Synoniemen
- PGC 1002
- MCG 7-6-48
- ZWG 539.67
- NPM1G +41.0078